# Hengsten

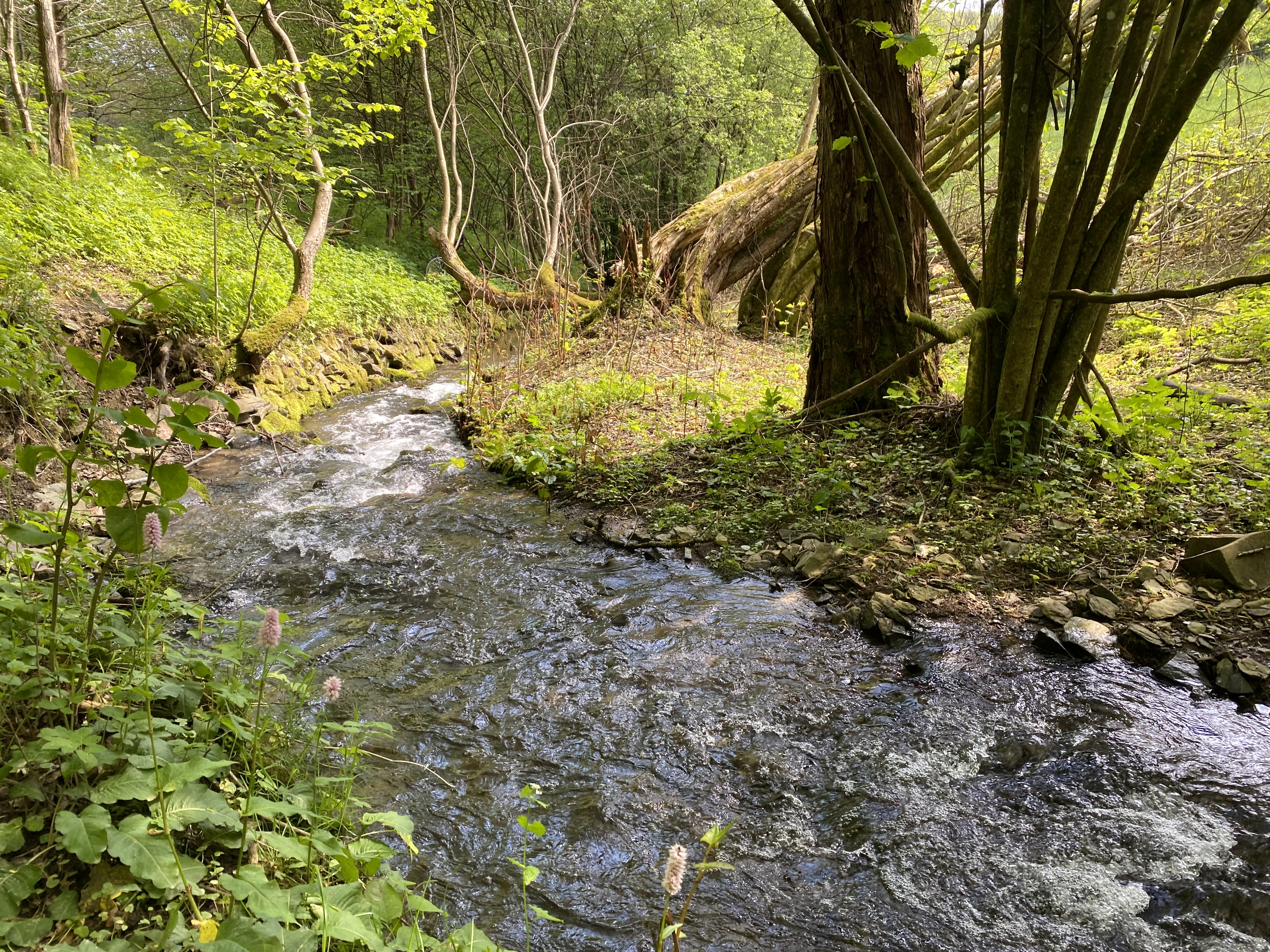
Hengstene Bach bei Hengsten im NSG

Hengsten ist eine Hofschaft im Wuppertaler Wohnquartier Beyenburg-Mitte im Stadtbezirk Langerfeld-Beyenburg.

## Geografie
Die Hofschaft liegt auf 213 m ü. NHN am südlichen Ufer des Beyenburger Stausees, eines Aufstaus der Wupper bei Beyenburg. Der westlich vorbeifließende Hengstener  Bach ist nach dem Ort benannt. Sein gesamtes Bachtal – nördlich der Quelle bei Spieckern bis zur Einmündung in den Beyenburger Stausee – ist als Naturschutzgebiet Hengstener Bachtal ausgewiesen. Westlich des Baches liegt auf einer Erhebung das großflächige Beyenburger Wohngebiet Siegelberg. Benachbarte Orte sind Stoffelsberg und Gangolfsberg.

## Geschichte
Im Spätmittelalter und in der frühen Neuzeit gehörte das 1547 erstmals urkundlich erwähnte Hengsten neben 15 weiteren Höfen zur Honschaft Walbrecken im Kirchspiel Lüttringhausen des Amtes Beyenburg. Der Hof war Teil des Hofverbands Mosblech, der ein Allod der bergischen Herzöge war. 1547 ist in einer Liste der Hand- und Spanndienste eine Wohnstätte belegt. 1597 wird in einem Verzeichnis der Schatz- und Dienstgüter der Status als Kotten deutlich. 1715 wird der Weiler auf der Topographia Ducatus Montani als Hengst bezeichnet.
Zwischen Hengsten und Gangolfsberg verlief die Elberfelder Linie der Bergischen Landwehr.
1815/16 lebten 14 Einwohner im Ort. 1832 war Hengsten weiterhin Teil der Honschaft Walbrecken, die nun der Bürgermeisterei Lüttringhausen angehörte. Der laut der Statistik und Topographie des Regierungsbezirks Düsseldorf als Tagelöhnerwohnung bezeichnete Ort besaß zu dieser Zeit vier Wohnhäuser und drei landwirtschaftliche Gebäude. Zu dieser Zeit lebten 30 Einwohner im Ort, drei katholischen und 27 evangelischen Glaubens. Im Gemeindelexikon für die Provinz Rheinland von 1888 werden vier Wohnhäuser mit 40 Einwohnern angegeben.

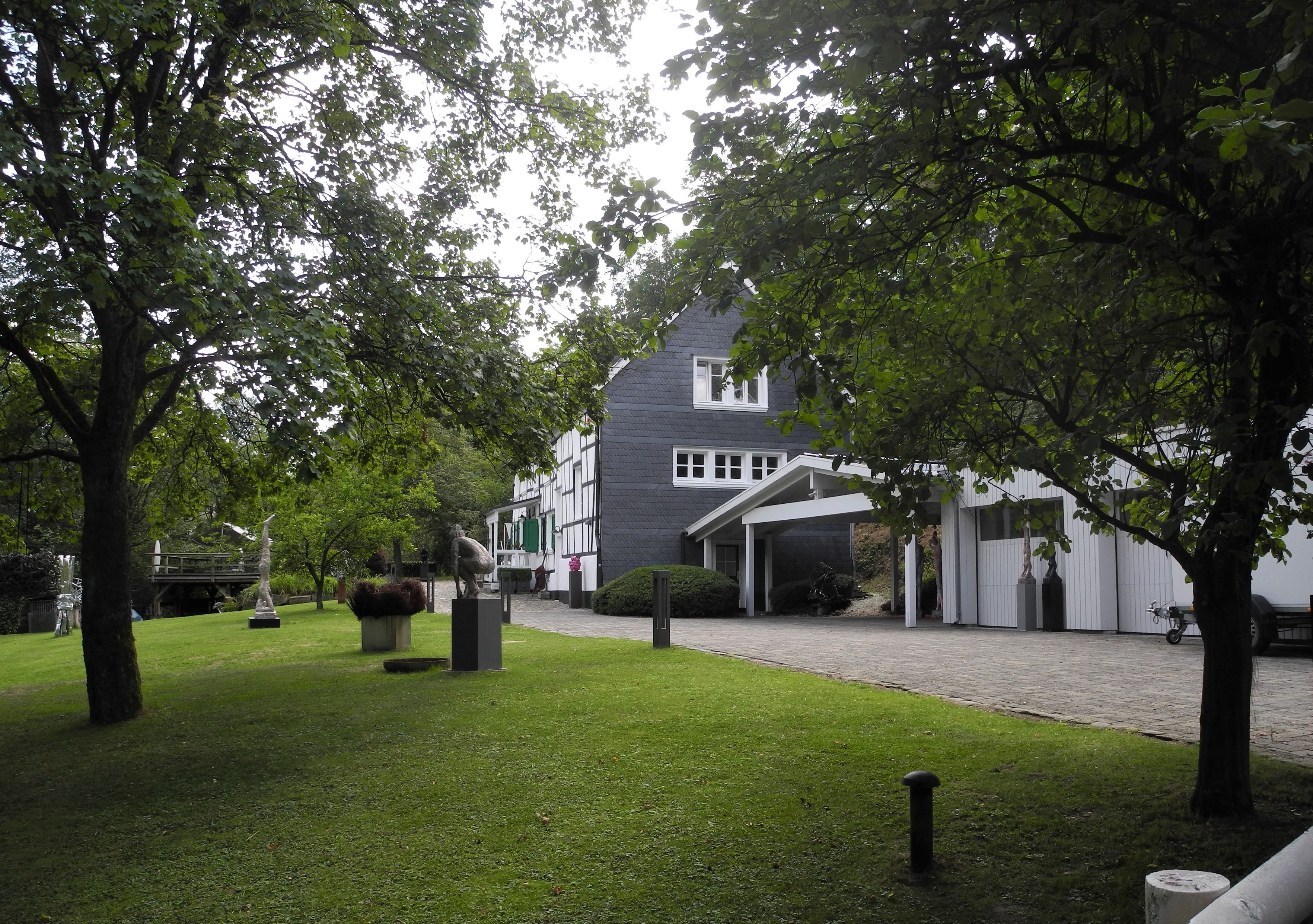
Hengsten 6 – separat auf der Nordseite des Hengstener Baches
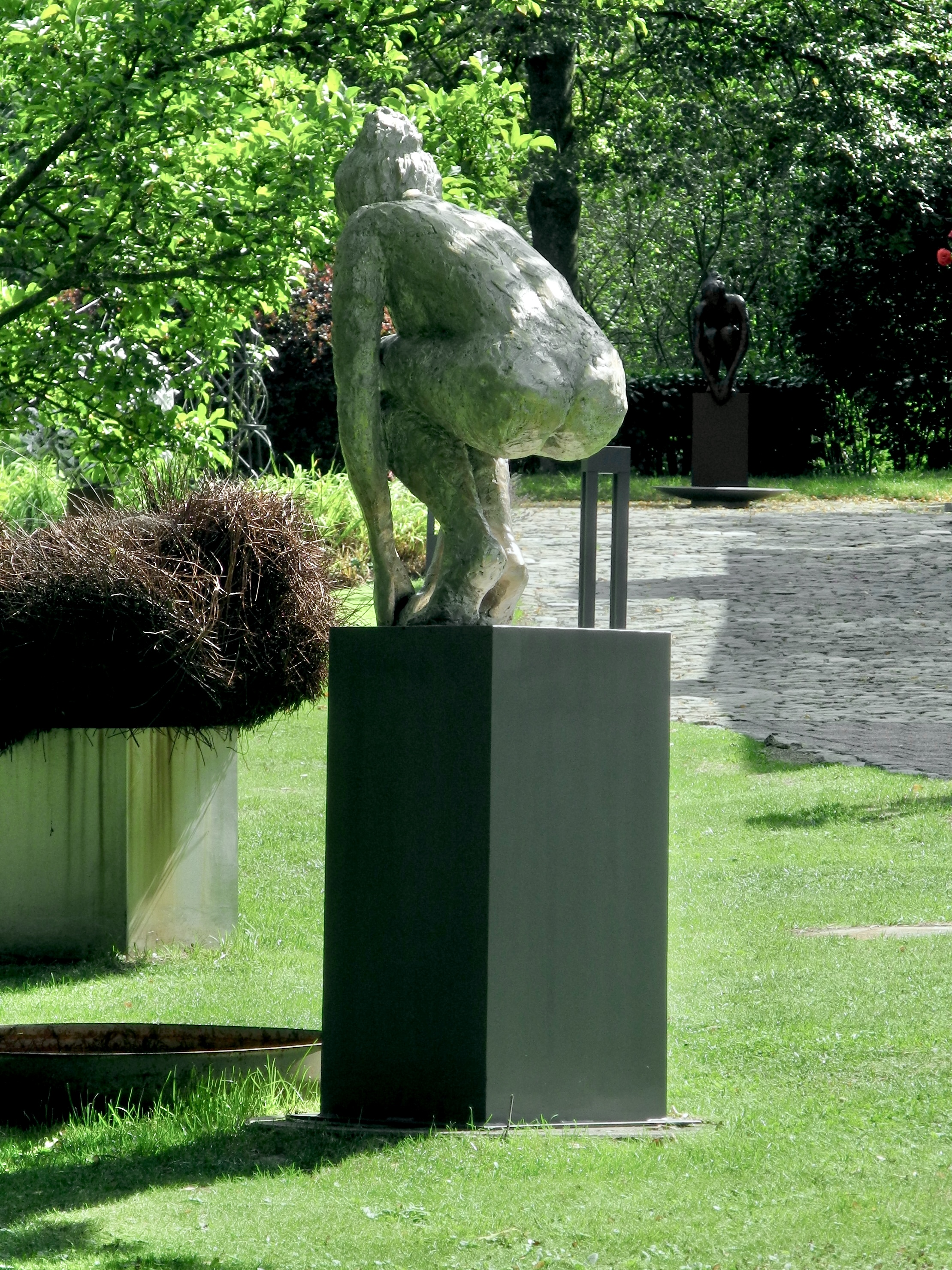
Hengsten 6 – Gartenskulptur
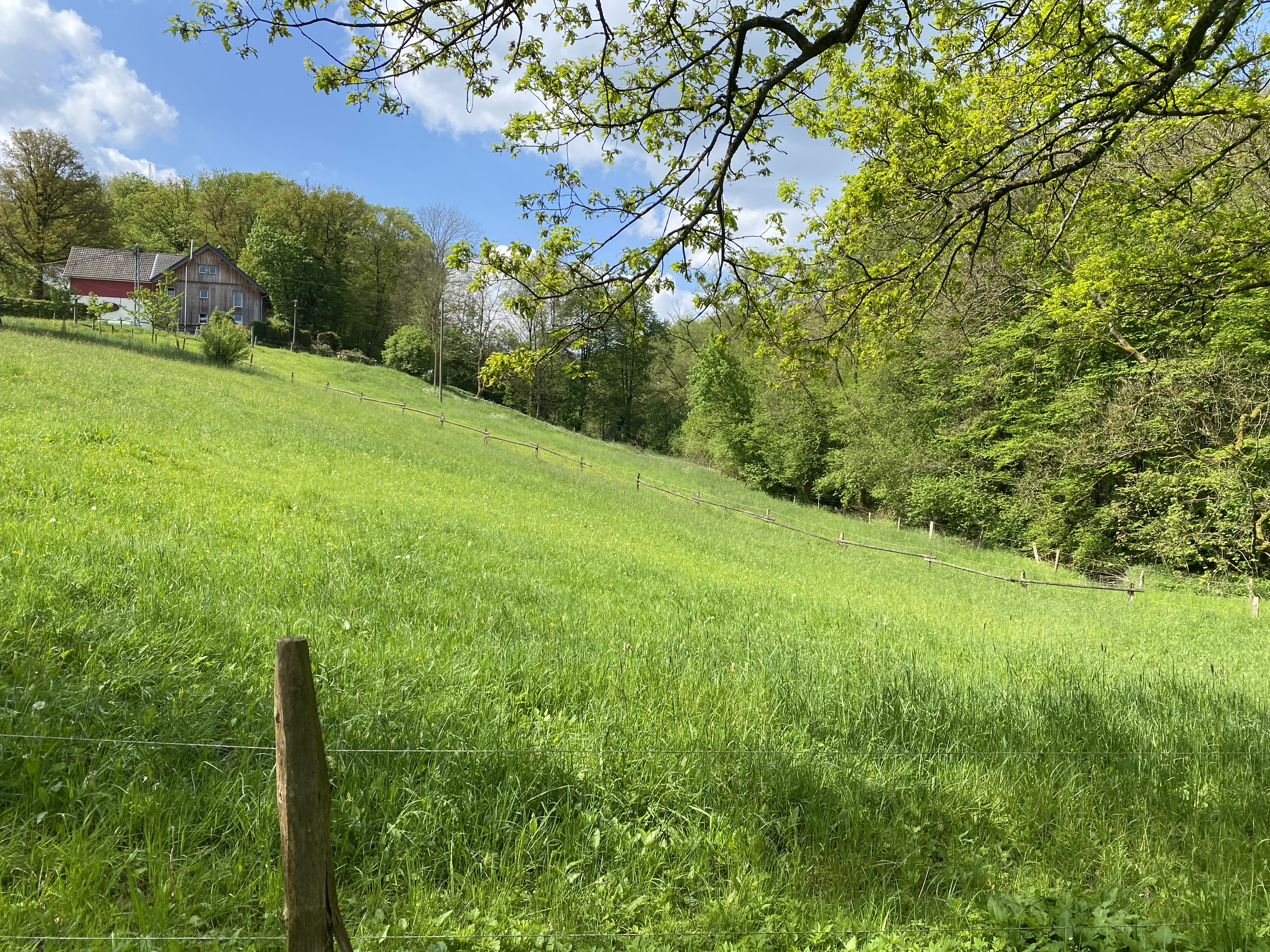
Hengstener Bachtal
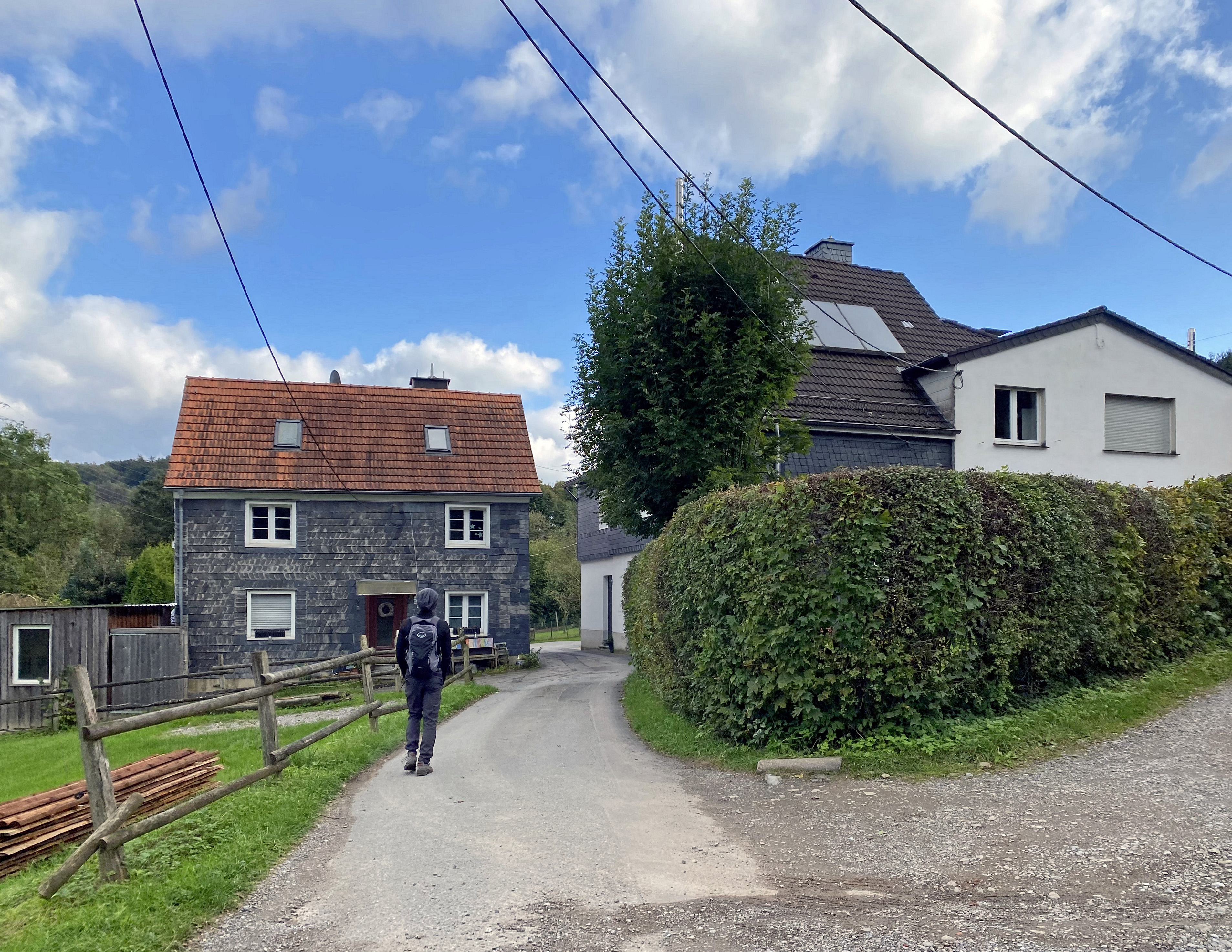
Hofschaft Hengsten
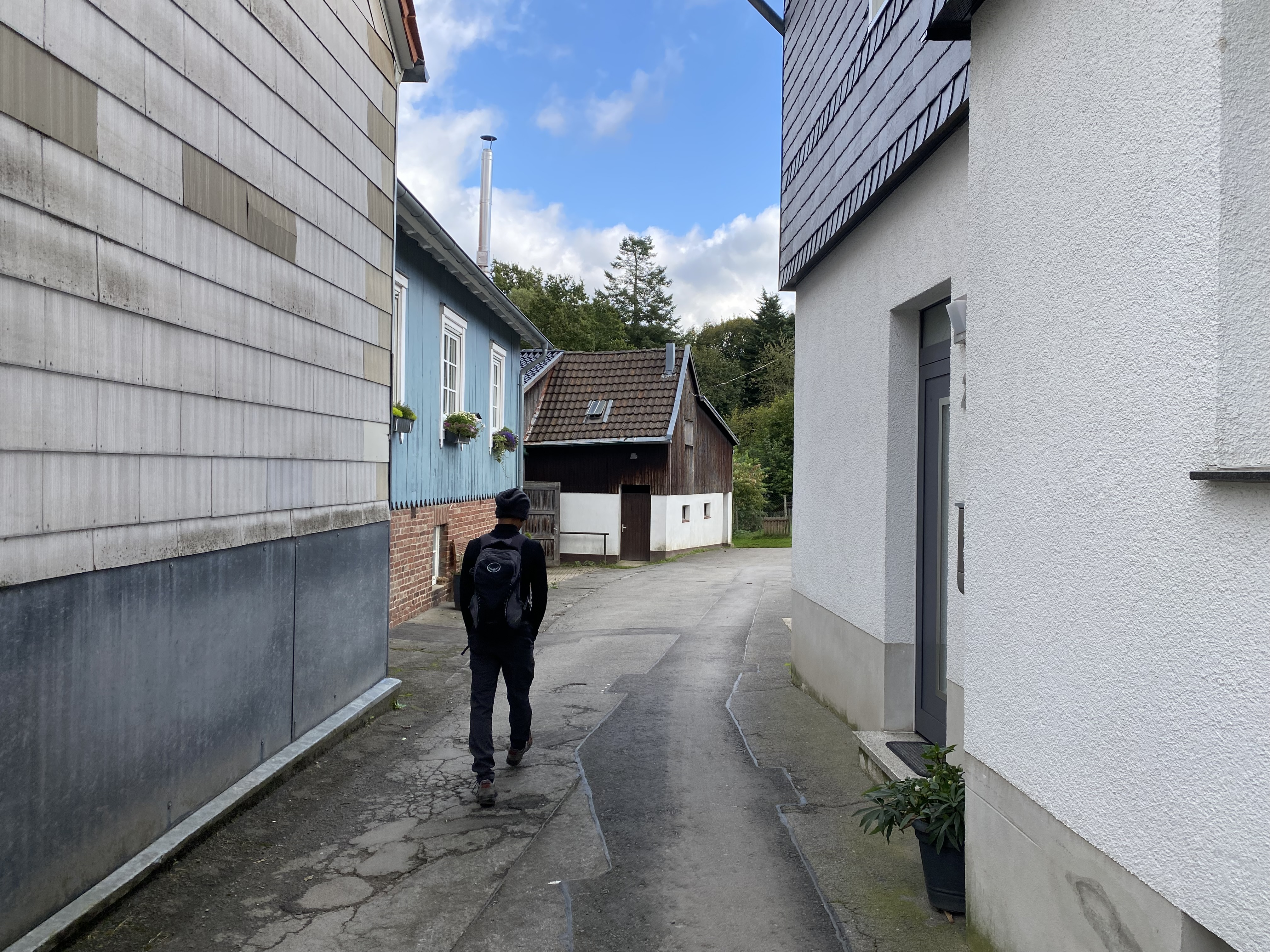
Schmale Durchfahrt
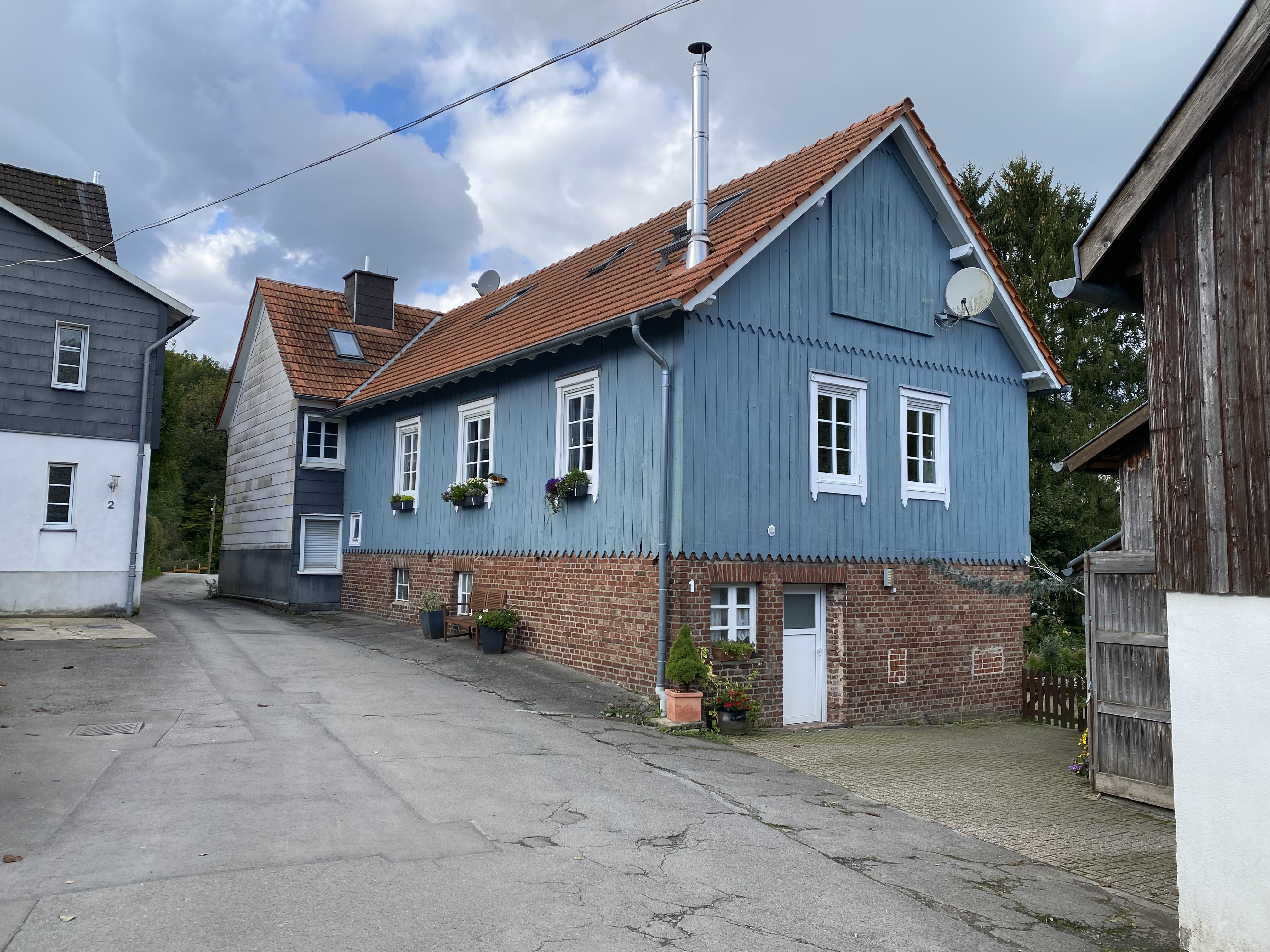
Hengsten